# 16219 Вентурелі
16219 Вентурелі (16219 Venturelli) — астероїд головного поясу, відкритий 29 лютого 2000 року.
Тіссеранів параметр щодо Юпітера — 3,517.